# Abtei (Südtirol)
Abtei ([abˈtaɪ̯]; ladinisch und italienisch Badia) ist eine italienische Gemeinde in Südtirol. Sie gehört neben Corvara, Enneberg, St. Martin in Thurn und Wengen zu den fünf mehrheitlich ladinischsprachigen Gemeinden des Gadertals.

## Geografie

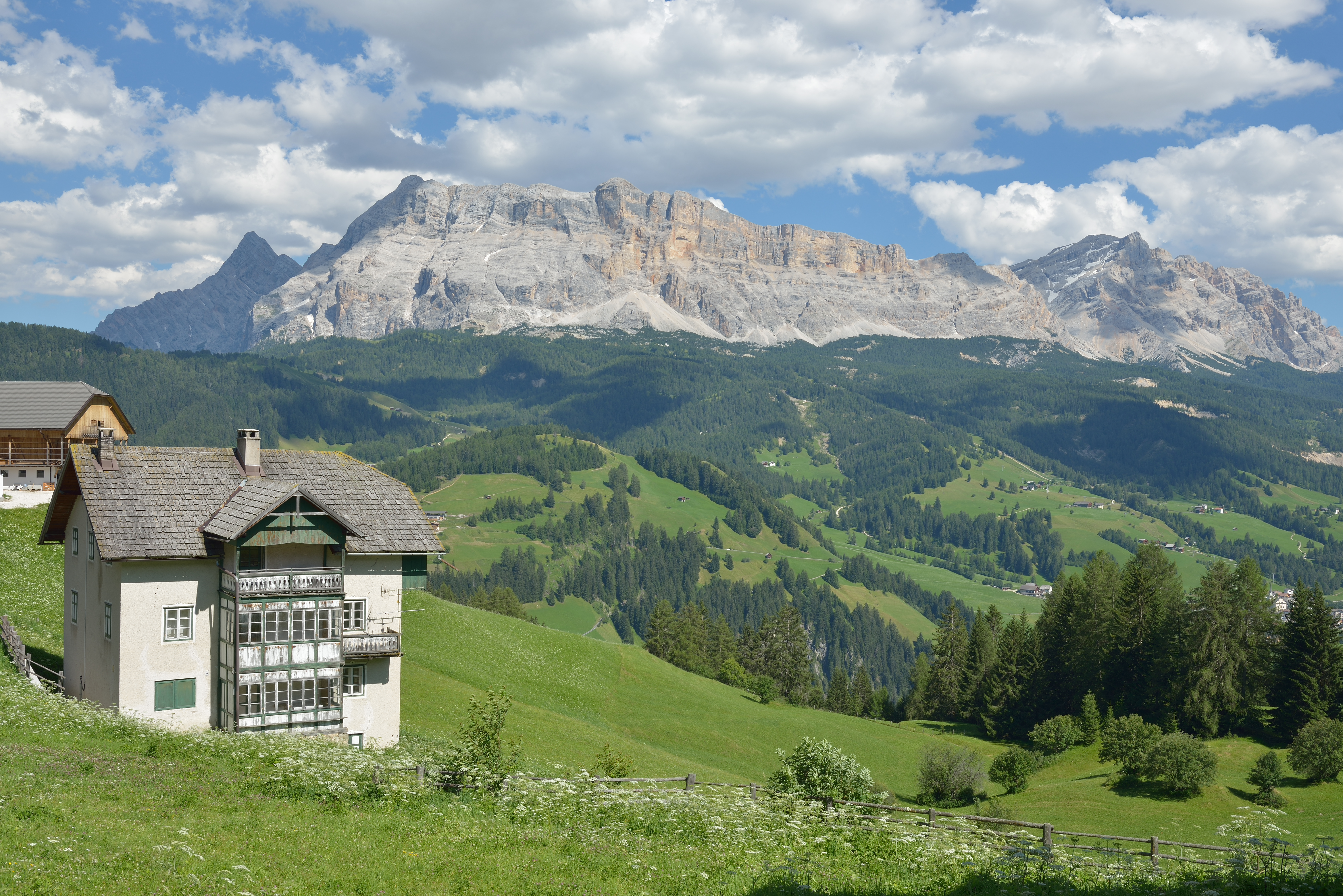
Blick über das Abteital zu den Bergen der Fanesgruppe

Abtei nimmt den Hauptteil des südlichen, oberen Gadertals (ladinisch Val Badia) ein, das in diesem Abschnitt auch Abteital genannt wird und von Gebirgsmassiven der Dolomiten umringt ist. Das insgesamt 82,94 km² große, zu Ladinien gerechnete Gemeindegebiet umfasst im Osten und Süden Teile der Fanesgruppe, die im Naturpark Fanes-Sennes-Prags unter Schutz gestellt sind, und im Westen Teile der Puezgruppe, die zum Naturpark Puez-Geisler gehören. Zu den bedeutendsten Bergen Abteis zählen der Heiligkreuzkofel (2907 m s.l.m., Sas dla Crusc), der Piz Lavarela (3055 m, Piz de Lavarela), der Piz Cunturines (3064 m, Piz dles Cunturines) und der Sassongher (2665 m).
Die wichtigsten dörflichen Siedlungen der Gemeinde Abtei, die ansonsten durch zahlreiche kleinere Weiler (ladinisch viles) charakterisiert ist, sind:
- der Hauptort Abtei (Badia) in einer Talweitung im Norden des Gemeindegebiets, bestehend aus den Dörfern Pedratsches (1300–1370 m, Pedraces) westlich der Gader (Gran Ega) und St. Leonhard (1300–1390 m, ladinisch San Linêrt, italienisch San Leonardo) östlich der Gader,
- Stern (1390–1520 m, ladinisch La Ila) ungefähr im Zentrum des Gemeindegebiets, wo sich das Gadertal in einen südwestlichen Ast (mit der Nachbargemeinde Corvara) und einen südöstlichen Ast teilt, nämlich
- St. Kassian (1510–1570 m, ladinisch San Ćiascian) im südöstlichen Seitenast des Gadertals.

Ganzjährig erreichbar ist die Gemeinde von Norden her, wo Abtei an Wengen (La Val) grenzt, über die SS 244, die im Pustertal in der Gegend von Bruneck ihren Anfang nimmt. In südöstliche Richtung führt die SP 37 zum Valparolapass (2192 m, Ju de Valparola), der Abtei mit Cortina d’Ampezzo (Anpezo) in der Provinz Belluno bzw. Venetien verbindet. Über die Nachbargemeinde Corvara erreichen zudem zwei weitere Passstraßen das obere Gadertal: Die SS 243 überwindet das Grödner Joch (2121 m, Ju de Frara) nach Wolkenstein (Sëlva) in Gröden (Gherdëina), die SS 244 steigt weiter zum Campolongopass (1875 m, Ju de Ćiaulunch) an, einem Übergang nach Arabba (Rèba) in Fodom.

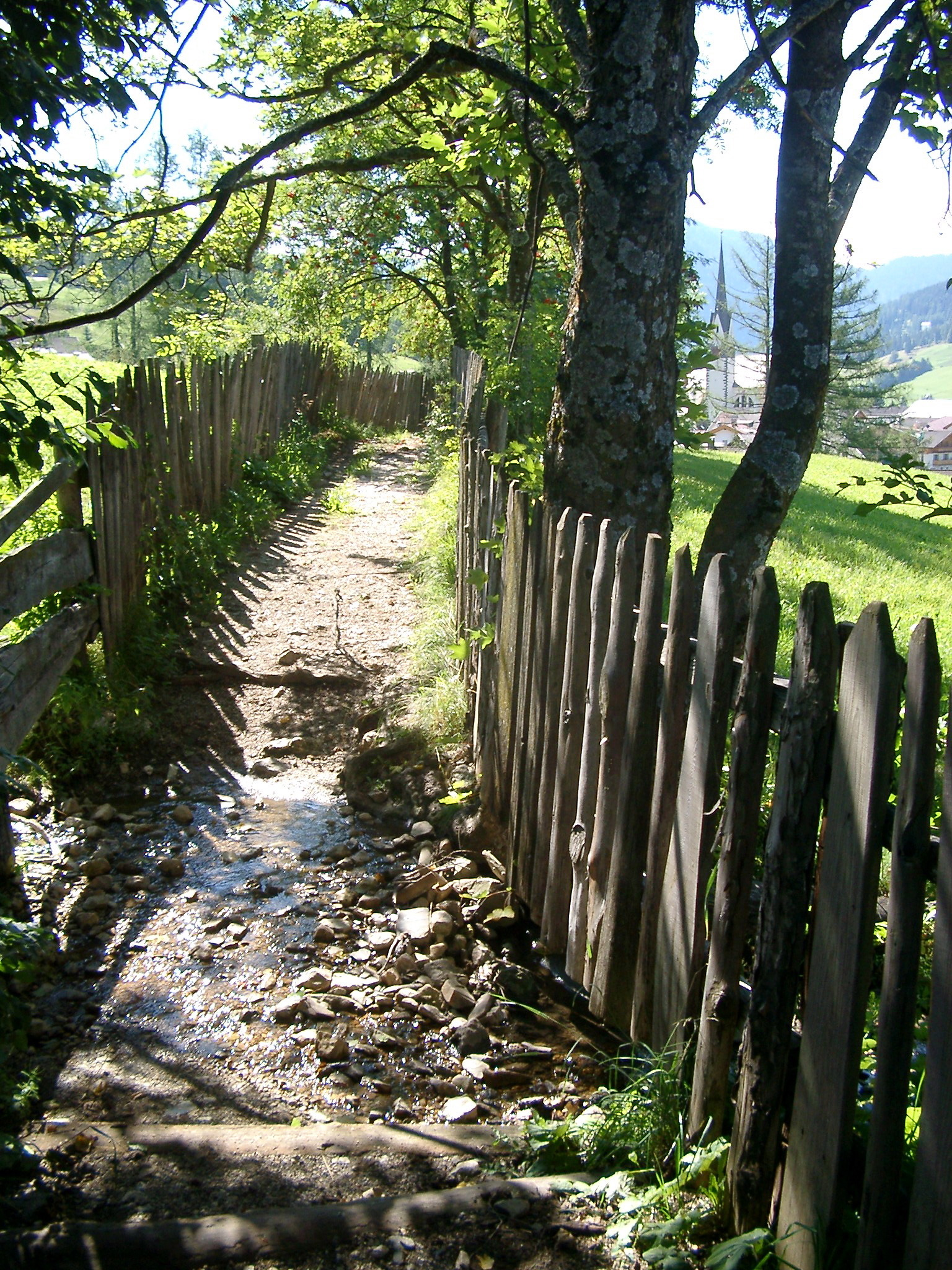
Alter Weg bei St. Leonhard
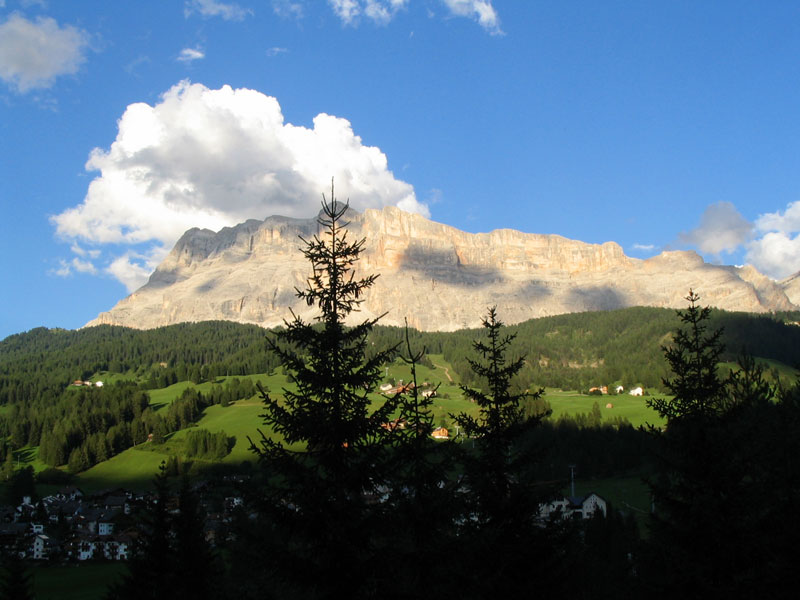
Heiligkreuzkofel in der Abendstimmung
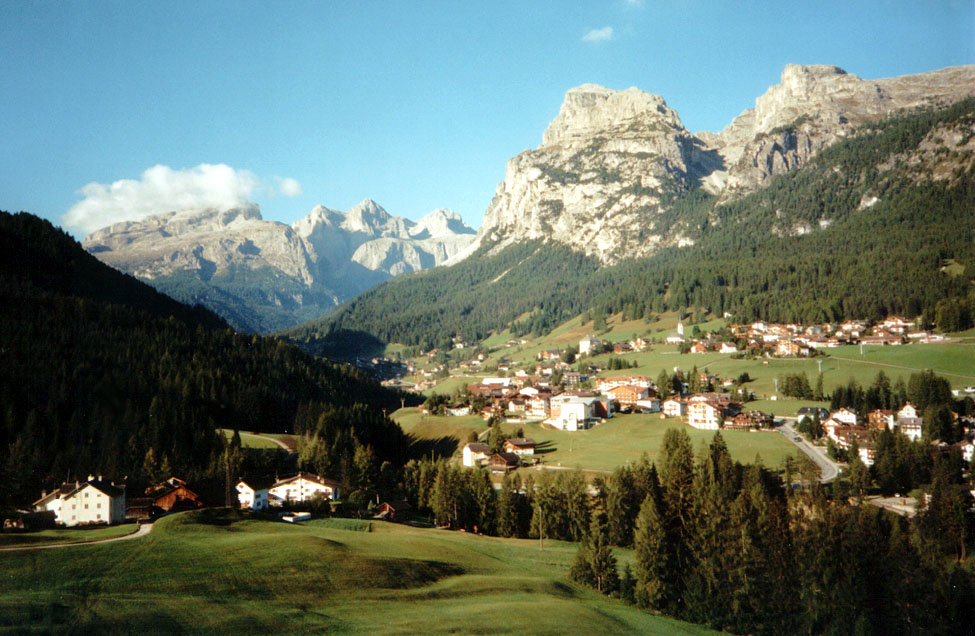
Blick vom Ortsteil Stern auf Sella und Sassongher

## Geschichte

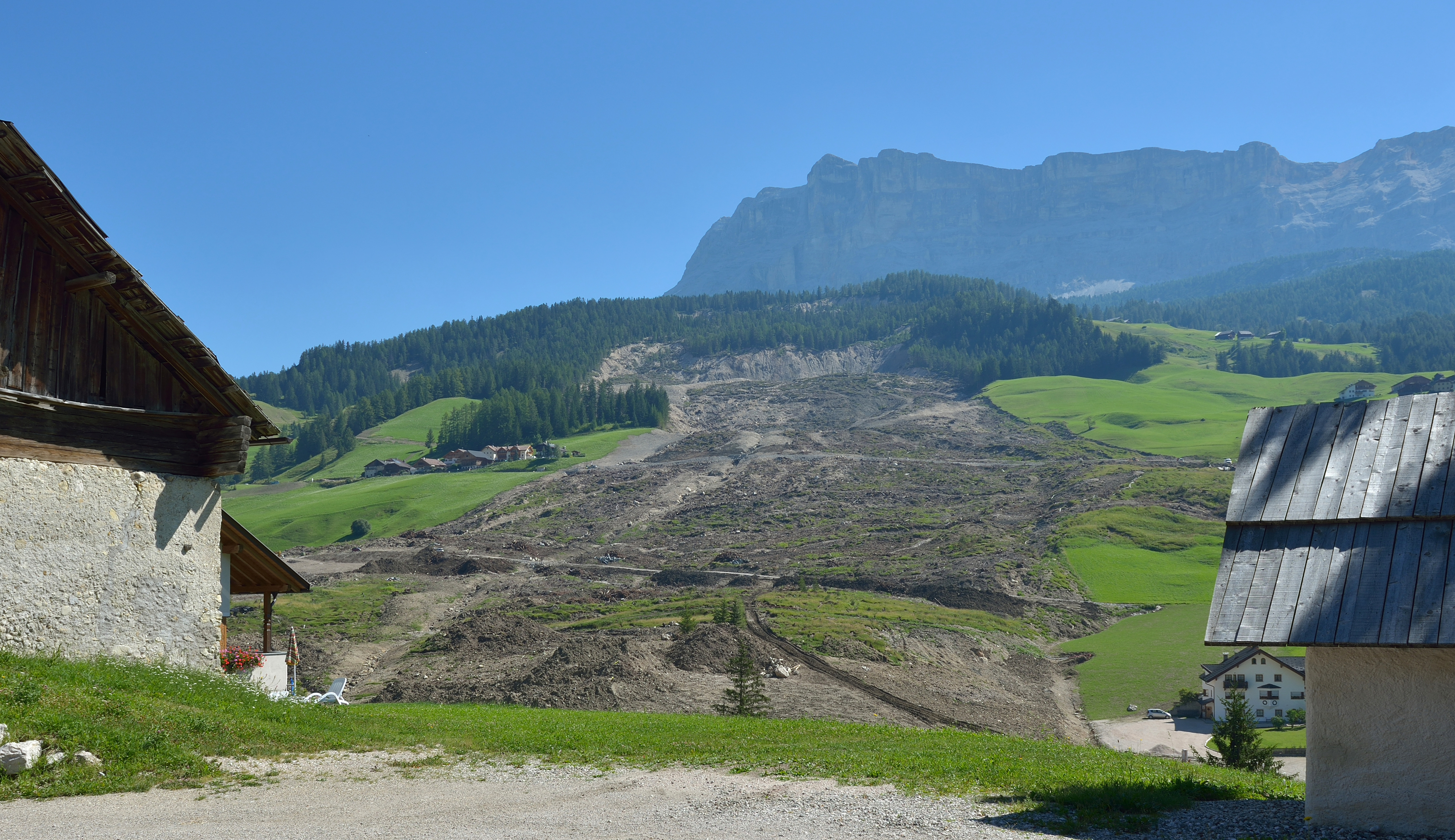
Erdrutsch vom 14. Dezember 2012: Überreste im Sommer 2013

Die archäologischen Funde aus der Ur- und Frühgeschichte und der vorchristlichen Zeit überhaupt sind in Abtei dünn gesät. Die Abgelegenheit und das raue Klima gaben wenig Grund zur Dauersiedlung. Auf Sotciastel stand eine bronzezeitliche Wallburg, die noch bis in die Frühgeschichte bestanden haben dürfte. Im Gebirge von Prelongié an der Piz Störes gab es saisonale Rastplätze für Jäger und Sammler.
Der Ortsname ist erstmals 1325 und 1341 in deutschsprachigen Urkunden als Aptei genannt. Im Jahr 1347 findet sich erstmals ladinisch Badia. Der Ortsname erklärt sich aus den ausgedehnten Besitzungen, die die Benediktinerinnen-Abtei Sonnenburg (lateinisch abbatia ‚Abtei‘) hier seit dem 12. Jahrhundert besaß und verwaltete.
Abtei gehörte bis zum Ende des Ersten Weltkriegs zum Gerichtsbezirk Enneberg und war Teil des Bezirks Bruneck.
Im Sommer des Jahres 1921 wurde ein erster „Motorenkraftwagen“ für Touristen organisiert, der von St. Lorenzen nach Stern fuhr. Es war die erste dokumentierte Autofahrt ins Tal. Mit der touristischen Erschließung im 20. Jh. vollzog Abtei die Wende von einer bescheidenen Bauernwirtschaft hin zu einer Tourismushochburg.
Am 14. Dezember 2012 zerstörte ein Erdrutsch vom Ausmaß von etwa zwei Hektar zwischen St. Kassian und St. Leonhard drei Häuser.

## Politik
Bürgermeister seit 1952:
- Giovanni Irsara: 1952–1955
- Luigi Craffonara: 1955–1964
- Hermann Pescollderungg: 1964–1974
- Otto Pizzinini: 1974–1980
- Hermann Pescollderungg: 1980–1995
- Ugo Dorigo: 1995–2008
- Giacomo Frenademetz: 2009–2025
- Christian Pedevilla: seit 2025

## Bevölkerung

### Einwohner
Die Gemeinde Abtei hat 3568 Einwohner (Stand 31. Dezember 2023).
|               | Volkszählung 1971 | Volkszählung 1981 | Volkszählung 1991 | Volkszählung 2001 | Volkszählung 2011 |
| ------------- | ----------------- | ----------------- | ----------------- | ----------------- | ----------------- |
| Einwohnerzahl | 2271              | 2575              | 2722              | 3015              | 3388              |

### Sprachgruppen
Abtei ist gemäß den erhobenen Sprachgruppenzugehörigkeitserklärungen bzw. Sprachgruppenzuordnungserklärungen eine mehrheitlich ladinischsprachige Gemeinde. Als Berechnungsgrundlage der folgenden Prozentwerte wurden die gültigen Erklärungen von Personen mit italienischer Staatsbürgerschaft herangezogen.
| Sprache     | 1981    | 1991    | 2001    | 2011    | 2024    |
| ----------- | ------- | ------- | ------- | ------- | ------- |
| Ladinisch   | 96,25 % | 95,55 % | 93,43 % | 94,07 % | 91,67 % |
| Deutsch     | 1,84 %  | 2,38 %  | 2,69 %  | 1,76 %  | 2,28 %  |
| Italienisch | 1,91 %  | 2,07 %  | 3,88 %  | 4,17 %  | 6,05 %  |

## Bildung
Abtei ist Sitz eines Schulsprengels, der mehrere Schulen der ladinischen Sprachgruppe gemeinsam verwaltet. Dieser umfasst auf dem Gemeindegebiet die drei Grundschulen in Stern, St. Leonhard und „Janmati Declara“ in St. Kassian, sowie die Mittelschule „Tita Alton“ in Stern. Dem Schulsprengel angeschlossen sind auch die zwei Grundschulen der Nachbargemeinden Wengen und Corvara.
In Stern sind zudem am Oberschulzentrum Stern/Abtei, das ein Sprachengymnasium, ein Sozialwissenschaftliches Gymnasium und eine Fachoberschule für Wirtschaft anbietet, die einzigen weiterführenden Schulen des Gadertals angesiedelt.

## Wirtschaft
Wie auch in den anderen ladinischen Gemeinden Südtirols ist der Tourismus der wichtigste Wirtschaftszweig. Abtei ist Mitglied des Tourismusverbands Alta Badia. Etwa 69 Prozent der Bevölkerung sind im Dienstleistungssektor tätig, etwa 21 Prozent im produzierenden Gewerbe (vor allem Baubranche und Handwerk). Landwirtschaft wird noch von zehn Prozent der Einwohner betrieben, jedoch zum größeren Teil als Nebenerwerb.

## Sehenswürdigkeiten
Wallfahrtsorte sind das Geburtshaus des Heiligen Josef Freinademetz und die Heilig-Kreuz-Kirche.

## Sport
Jeweils Mitte Dezember findet auf der zur Fraktion Stern gehörenden Piste Gran Risa ein Riesenslalom-Rennen des Alpinen Skiweltcups statt.
Am ersten Wochenende im Juli findet das bekannte Radrennen „Maratona dles Dolomites“ mit Start in Stern statt.

## Söhne und Töchter der Gemeinde
- Micurá de Rü (1789–1847), geb. in Rü, St. Kassian, ladinischer Sprachwissenschaftler
- Josef Freinademetz (1852–1908), geb. in Oies, katholischer Heiliger, Chinamissionar
- Johann Matthias Peskoller (1873–1951), geb. in Grones, Maler
- Lois Anvidalfarei (* 1962), Bildhauer